# Playing to Win (album)
Playing to Win – studyjny album muzyczny piosenkarza Ricky'ego Nelsona wydany w 1981 roku przez wytwórnię Capitol Records. 

## Utwory
| A1 | Almost Saturday Night      | 2:32 |
| A2 | Believe What You Say       | 2:54 |
| A3 | Little Miss American Dream | 4:00 |
| A4 | The Loser Babe Is You      | 3:43 |
| A5 | Back To Schooldays         | 2:41 |
| B1 | It Hasn't Happened Yet     | 3:29 |
| B2 | Call It What You Want      | 3:04 |
| B3 | I Can't Take It No More    | 3:43 |
| B4 | Don't Look At Me           | 2:54 |
| B5 | Do The Best You Can        | 4:05 |